# Christian Gille
Christian Gille (Wolfen, Sachsen-Anhalt, 6 de janeiro de 1976) é um canoísta alemão especialista em provas de velocidade.

## Carreira
Foi vencedor da medalha de Ouro em C-2 1000 m em Atenas 2004, da medalha de Prata em Pequim 2008 e da medalha de Bronze em C-2 500 m em Pequim 2008 junto com o seu companheiro de equipe Tomasz Wylenzek.